# Крос-культурні переговори

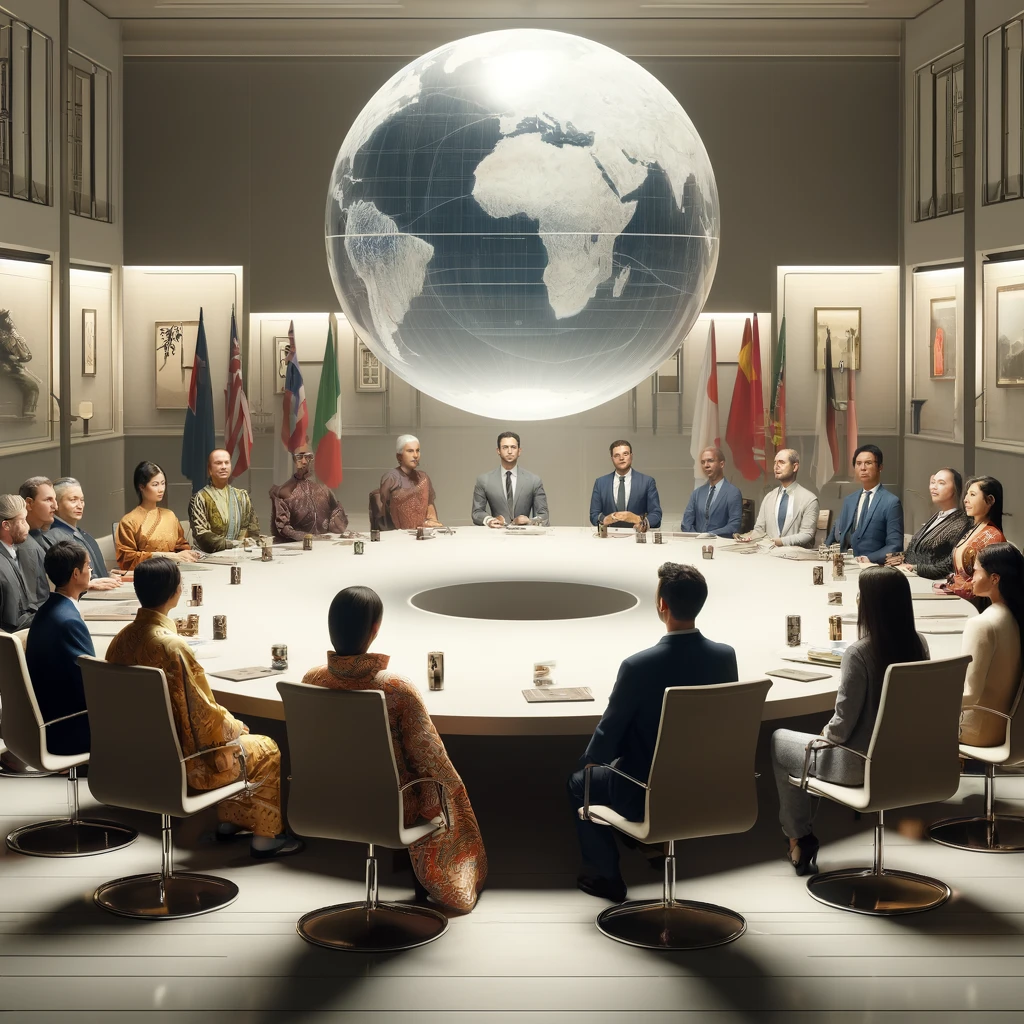
Крос-культурні переговори

Крос-культурні переговори — це процес ведення переговорів і досягнення домовленостей між окремими особами або групами з різним культурним походженням.
У крос-культурних переговорах, окрім питань особистого стилю і техніки ведення переговорів, необхідно враховувати вплив культурних відмінностей. Цей вплив часто пов'язаний з питаннями комунікації, що збільшує ймовірність непорозуміння. Сказане, недомовлене або нечітко висловлене — все це може створити додатковий рівень труднощів на додаток до основних питань, що підлягають обговоренню. У міжкультурних переговорах ми також часто приносимо на стіл переговорів певний багаж, заснований на нашій особистій та груповій історії, з усіма стереотипами та припущеннями, які можуть бути пов'язані з цією історією. Особливо складним є те, що культурні відмінності — це вулиця з двостороннім рухом, яка може змусити обидві сторони за столом почуватися незручно. У потенційно ворожих переговорах ця незручність може легко перетворитися на недовіру і страх. Однією з проблем у роботі з культурними відмінностями є природа самої культури. Хоча поняття культури застосовується до сукупності людей та їхньої історії, ми ведемо переговори з окремими людьми, а не з «культурою». У певному сенсі, ми всі є продуктом різноманітних мікрокультур, заснованих на нашій сім'ї, статі, расі, релігії, віці, освіті, географічній історії, групах однолітків, професії тощо. Узагальнювати на основі своєї культури не тільки складно, але й небезпечно.

## Історія крос-культурних переговорів
Крос-культурні переговори мають давню та багату історію, яка віддзеркалює важливість міжкультурної взаємодії у формуванні сучасного світу. Ці переговори почалися з перших міжкультурних зіткнень між давніми цивілізаціями та продовжувалися протягом всієї історії людства, набуваючи різних форм у різні епохи.

#### Стародавній світ
У стародавні часи, коли цивілізації почали розширювати свої кордони, крос-культурні переговори стали необхідністю. Великі імперії, такі як Римська, Перська та Китайська, здійснювали дипломатичні та торговельні місії до сусідніх народів. Наприклад, знаменитий Шовковий шлях був не лише торговельним маршрутом, а й засобом культурного та ідеологічного обміну між Сходом і Заходом.

#### Середньовіччя
В епоху Середньовіччя крос-культурні переговори відігравали ключову роль у розвитку торгівлі та дипломатії між Європою, Близьким Сходом та Азією. Крім того, Хрестові походи та подальший культурний обмін між християнськими та мусульманськими світами сприяли розширенню горизонтів і взаємному впливу різних культур.

#### Відкриття нових земель
Епоха Великих географічних відкриттів стала свідком посилення крос-культурних переговорів, коли європейські дослідники, такі як Колумб, Васко да Гама та Магеллан, відкрили нові землі. Ці відкриття призвели до перших контактів між Європою та корінними народами Америки, Африки та Азії, поклавши початок складним відносинам, які часто включали торгівлю, конфлікти та культурний обмін.

#### Колоніальний період
Колоніальний період ознаменувався інтенсивними крос-культурними переговорами між європейськими державами та корінними народами колонізованих територій. Ці взаємодії часто були нерівними та сповнені конфліктів, але також сприяли культурному обміну та змішуванню.

#### Сучасний світ
У XX та XXI століттях крос-культурні переговори стали невіддільною частиною міжнародної політики, глобального бізнесу та соціального розвитку. Вони лежать в основі міжнародних угод, мирних переговорів, мультикультурної освіти та глобальних ініціатив, направлених на вирішення глобальних проблем.
Ця історична перспектива показує, як крос-культурні переговори вплинули на формування сучасного світу, сприяючи культурному розмаїттю, міжнародній співпраці та взаєморозумінню між різними народами.

## Етимологія крос-культурних переговорів
Розгляд етимології терміну «крос-культурні переговори» допомагає глибше зрозуміти його значення та застосування. Цей термін складається з двох ключових компонентів: «крос-» та «культурний», які разом формують концепцію, що охоплює взаємодію та обмін між різними культурами.

#### Компонент «Крос-»
Слово «крос-» походить від латинського «crux», що буквально означає «хрест». У сучасному використанні цей префікс використовується для позначення поняття перетину, взаємопроникнення або переходу від одного стану до іншого. У контексті «крос-культурний» він вказує на динаміку міжкультурної взаємодії, де ідеї, цінності та практики «перетинаються» між різними культурами, створюючи простір для обміну та взаємного збагачення.

#### Компонент «Культурний»
Слово «культурний» походить від латинського «cultura», що в корені має слово «colere» — «культивувати» або «обробляти». Історично це поняття застосовувалося до обробітку землі, але з часом його значення розширилося, щоб охопити розвиток інтелектуальних і моральних аспектів суспільства. У сучасному розумінні «культура» відображає сукупність мови, мистецтва, вірувань, звичаїв, інституцій та інших продуктів людської діяльності та думки, які характеризують певну групу людей або суспільство.

#### Злиття компонентів
Коли ці два компоненти об'єднуються в «крос-культурний», виникає поняття, що охоплює взаємодію між різними культурами, включаючи як потенціал для збагачення та новаторства, так і виклики, пов'язані з непорозуміннями та конфліктами. «Крос-культурні переговори», таким чином, стають процесом, де учасники з різних культурних контекстів намагаються знайти спільну мову, поважаючи різноманіття та відмінності один одного.

## Автори в галузі крос-культурних переговорів
У дослідженні крос-культурних переговорів є кілька ключових постатей, чиї теорії та праці мають значний вплив на розвиток цієї дисципліни. Ці дослідники внесли важливий вклад у розуміння того, як культурні відмінності впливають на комунікацію та взаємодію між людьми.

#### Герт Хофстеде
Герт Хофстеде, нідерландський соціальний психолог, є одним із найбільш впливових дослідників у галузі культурних вимірів. Він розробив модель, яка класифікує культури за шістьма вимірами: індивідуалізм проти колективізму, уникнення невизначеності, маскулінність проти фемінінності, владна відстань, орієнтація на довгостроковість та індульгентність проти стриманості. Ці категорії допомагають розуміти, як культурні відмінності можуть впливати на поведінку людей у соціальних та ділових ситуаціях.

#### Едвард Т. Холл
Едвард Т. Холл, американський антрополог, відомий своєю роботою з крос-культурної комунікації. Він ввів поняття висококонтекстних та низькоконтекстних культур, що описують, наскільки сильно комунікація в певній культурі залежить від невербальних сигналів та контексту ситуації, у порівнянні з прямим словесним висловлюванням. Це розрізнення надзвичайно корисне для розуміння та адаптації комунікаційних стратегій у міжкультурних взаємодіях.

#### Фонс Тромпенаарс
Фонс Тромпенаарс — ще один видатний дослідник у галузі крос-культурного менеджменту. Він розробив модель «Сім розмірів культури», яка допомагає аналізувати та порівнювати культурні відмінності, спираючись на такі аспекти, як відносини з людьми, відношення до часу та відношення до навколишнього середовища. Тромпенаарс досліджував, як культурні розбіжності впливають на ділові відносини та переговори, пропонуючи стратегії для ефективної міжкультурної взаємодії.

## Сутність крос-культурних переговорів
Крос-культурні переговори — це складний та багатогранний процес, який об'єднує людей з різноманітними культурними фонами у спільній меті досягнення взаєморозуміння та угоди. Сутність цих переговорів полягає не лише у словесному обміні інформацією чи думками, але й у глибокому розумінні та повазі до культурних відмінностей, які впливають на спосіб мислення, сприйняття та комунікацію учасників.

#### Розуміння культурних контекстів
Однією з ключових складових крос-культурних переговорів є здатність розуміти та адаптуватися до різних культурних контекстів. Культурні відмінності можуть проявлятися у багатьох аспектах, включаючи мову, етикет, вірування, цінності, підходи до вирішення конфліктів, ставлення до часу та влади. Успішні переговори вимагають від учасників глибокого розуміння цих відмінностей та гнучкості у їх врахуванні під час обговорення.

#### Невербальна комунікація
Суттєву роль у крос-культурних переговорах відіграє невербальна комунікація. Жести, міміка, постава та інші невербальні сигнали можуть мати різні значення в різних культурах. Наприклад, зіткнення поглядів, що в одній культурі вважається знаком впевненості, в іншій може бути сприйняте як неповага. Ефективні переговірники враховують ці нюанси, адаптуючи свою невербальну поведінку, щоб уникнути непорозумінь.

#### Емпатія та відкритість
Емпатія та відкритість є важливими якостями у крос-культурних переговорах. Здатність ставити себе на місце іншої особи та з розумінням ставитися до її поглядів і почуттів сприяє створенню атмосфери довіри та співпраці. Водночас відкритість до нових ідей та підходів дозволяє знаходити творчі та інноваційні рішення, які враховують інтереси обох сторін.

#### Взаємна повага та збалансованість
Успішні крос-культурні переговори засновані на принципах взаємної поваги та збалансованості. Учасники повинні пам'ятати, що метою переговорів не є домінування однієї культури над іншою, але пошук спільного ґрунту та взаємовигідних рішень. Визнання та повага до культурних відмінностей сприяє побудові стійких та продуктивних відносин.
Сутність крос-культурних переговорів полягає у здатності до гнучкості, відкритості та адаптації, дозволяючи учасникам з різних культур ефективно спілкуватися та досягати спільних цілей. Це процес, що вимагає не лише врахування культурних відмінностей, але й розвитку вміння перебудовувати власні погляди та підходи відповідно до міжкультурного контексту.

## Сучасне використання та розуміння крос-культурних переговорів
У сучасному глобалізованому світі, де кордони стають все більш прозорими, а культурні взаємодії стають нормою, крос-культурні переговори набувають нового значення та застосування. Вони відіграють вирішальну роль у багатьох аспектах сучасного суспільства, від міжнародного бізнесу до дипломатії, від освіти до соціальної роботи.

#### Міжнародний бізнес
У міжнародному бізнесі крос-культурні переговори є необхідністю. Компанії, які працюють на глобальному рівні, часто стикаються з необхідністю укладати угоди з партнерами, постачальниками та клієнтами з різних країн і культур. Ефективні крос-культурні переговори допомагають уникнути непорозумінь, будують довіру та сприяють створенню тривалих партнерських відносин.

#### Міжнародна дипломатія
У сфері міжнародної дипломатії крос-культурні переговори відіграють ключову роль у вирішенні конфліктів, розробці міжнародних угод і зміцненні міждержавних відносин. Дипломати повинні мати глибоке розуміння культурних норм і цінностей своїх іноземних колег, щоб ефективно представляти інтереси своєї країни та досягати взаємовигідних угод.

#### Освіта та академічний обмін
У галузі освіти крос-культурні переговори важливі для розвитку міжнародних академічних програм, студентських обмінів і спільних дослідницьких проєктів. Викладачі та студенти, які взаємодіють із міжнародними колегами, навчаються розуміти різні освітні підходи та культурні перспективи, що збагачує навчальний процес.

#### Соціальна робота та громадські ініціативи
У соціальній роботі та громадських ініціативах крос-культурні переговори використовуються для розвитку програм, спрямованих на підтримку багатокультурних громад. Соціальні працівники, які працюють у мультикультурних середовищах, повинні володіти навичками крос-культурної комунікації, щоб ефективно допомагати та підтримувати осіб з різноманітним культурним фоном.

#### Технології та інновації
У сфері технологій крос-культурні переговори сприяють розвитку і впровадженню інноваційних продуктів та послуг для глобального ринку. Розуміння культурних особливостей користувачів з різних регіонів світу дозволяє компаніям створювати продукти, які відповідають їхнім потребам і вподобанням.
У цілому, сучасне використання та розуміння крос-культурних переговорів відіграють ключову роль у багатьох аспектах сучасного життя, сприяючи міжкультурній інтеграції, співпраці та гармонії. Майстерність крос-культурних переговорів стає все більш цінною у світі, де взаємодія між різними культурами є повсякденною реальністю.